# Conclave del 1689
Il conclave del 1689 venne convocato il 23 agosto a seguito della morte di papa Innocenzo XI e si concluse il 6 ottobre con l'elezione di Alessandro VIII.

## Svolgimento del conclave
Papa Innocenzo XI morì il 12 agosto 1689 all'età di settantotto anni, dopo aver regnato per quasi tredici anni. Il conclave si aprì meno di due settimane dopo, il 23 agosto all'interno della Cappella Sistina in Vaticano, e durò un mese e mezzo. 
All'inizio del conclave non erano presenti grandi favoriti, visto che negli anni precedenti erano venuti a mancare i cardinali più rappresentativi, tra i quali sono da ricordare i cardinali Giulio Mazzarino, Giulio Cesare Sacchetti, Antonio Barberini e Francesco Barberini.
Su un totale di 60 cardinali, 51 presero parte all'elezione, mentre gli altri 9 non parteciparono principalmente per motivi di distanza, tranne il cardinale Ranuzzi, che morì mentre era in viaggio per Roma.
Il maggior sostenitore di Pietro Vito Ottoboni fu Flavio Chigi, il quale risultò pertanto il vincitore del conclave. 
Il pontefice neoeletto aveva più di settantanove anni ed era più vecchio del defunto pontefice, risultando uno dei papi più anziani al momento dell'elezione. Scelse il nome pontificale di Alessandro VIII in onore di Alessandro VII, appartenente alla famiglia Chigi e in memoria di Alessandro III (1159-1181), noto per essersi lungamente impegnato per favorire la pace tra i monarchi cristiani.
Il nuovo papa venne incoronato 10 giorni dopo l'elezione, il 16 ottobre, dal cardinale protodiacono Francesco Maidalchini; prese possesso della basilica di San Giovanni in Laterano il 28 ottobre.

## Collegio cardinalizio all'epoca del conclave

### Presenti in conclave
| Nome                                    | Paese                                   | Titolo                                                                 | Ruolo | Nascita    | Concistoro | Creato da           |
| --------------------------------------- | --------------------------------------- | ---------------------------------------------------------------------- | --- | ---------- | ---------- | ------------------- |
| Alderano Cybo-Malaspina                 | Ducato di Massa e Principato di Carrara | Cardinale vescovo di Ostia e Velletri                                  | Legato apostolico di Avignone; Segretario della Congregazione della romana e universale Inquisizione; Prefetto della Congregazione dei riti; Decano del Collegio cardinalizio                        | 16/07/1613 | 06/03/1645 | papa Innocenzo X    |
| Pietro Vito Ottoboni                    | Repubblica di Venezia                   | Cardinale vescovo di Porto e Santa Rufina                              | Sottodecano del Collegio cardinalizio | 22/04/1610 | 19/02/1652 | papa Innocenzo X    |
| Flavio Chigi                            | Ducato di Siena                         | Cardinale vescovo di Albano                                            | Prefetto della Congregazione dei confini; Arciprete della Basilica di San Giovanni in Laterano | 10/05/1631 | 09/04/1657 | papa Alessandro VII |
| Antonio Bichi                           | Ducato di Siena                         | Cardinale vescovo di Palestrina                                        | Vescovo di Osimo | 30/03/1614 | 09/04/1657 | papa Alessandro VII |
| Giacomo Franzoni                        | Repubblica di Genova                    | Cardinale vescovo di Frascati                                          | Vescovo di Camerino | 05/12/1612 | 29/04/1658 | papa Alessandro VII |
| Paluzzo Paluzzi Altieri degli Albertoni | Stato Pontificio                        | Cardinale vescovo di Sabina                                            | Prefetto della Congregazione dell'Indice dei libri proibiti; Prefetto della Congregazione di Propaganda Fide; Camerlengo di Santa Romana Chiesa; Protettore del Santuario della Santa Casa di Loreto | 08/06/1623 | 14/01/1664 | papa Alessandro VII |
| Carlo Barberini                         | Stato Pontificio                        | Cardinale presbitero di San Lorenzo in Lucina                          | Arciprete della Basilica di San Pietro in Vaticano; Presidente della Fabbrica di San Pietro; Abate commendatario di Subiaco; Cardinale protopresbitero                                               | 01/06/1630 | 23/06/1653 | papa Innocenzo X    |
| Gregorio Barbarigo                      | Repubblica di Venezia                   | Cardinale presbitero di San Marco                                      | Vescovo di Padova | 16/09/1625 | 05/04/1660 | papa Alessandro VII |
| Giannicolò Conti                        | Stato Pontificio                        | Cardinale presbitero di Santa Maria in Traspontina                     | Vescovo di Ancona e Numana | 01/06/1617 | 14/01/1664 | papa Alessandro VII |
| Giulio Spinola                          | Repubblica di Genova                    | Cardinale presbitero di Santa Maria in Trastevere                      | Arcivescovo-vescovo di Lucca | 13/05/1612 | 15/02/1666 | papa Alessandro VII |
| Giovanni Dolfin                         | Repubblica di Venezia                   | Cardinale presbitero pro hac vice dei Santi Vito, Modesto e Crescenzia | Patriarca di Aquileia | 22/04/1617 | 07/03/1667 | papa Alessandro VII |
| Emmanuel Théodose de La Tour d'Auvergne | Regno di Francia                        | Cardinale presbitero di San Pietro in Vincoli                          | Grande elemosiniere di Francia; Abate commendatario di Cluny | 24/08/1643 | 05/08/1669 | papa Clemente IX    |
| Gaspare Carpegna                        | Stato Pontificio                        | Cardinale presbitero di San Silvestro in Capite                        | Vicario generale di Sua Santità per la diocesi di Roma; Prefetto della Congregazione dei vescovi e regolari; Prefetto della Congregazione dell'immunità ecclesiastica                                | 08/05/1625 | 22/12/1670 | papa Clemente X     |
| César d'Estrées                         | Regno di Francia                        | Cardinale presbitero della Santissima Trinità al Monte Pincio          | Vescovo emerito di Laon | 05/02/1628 | 24/08/1671 | papa Clemente X     |
| Pierre de Bonzi                         | Regno di Francia                        | Cardinale presbitero di Sant'Onofrio                                   | Arcivescovo metropolita di Narbona | 15/04/1631 | 22/02/1672 | papa Clemente X     |
| Vincenzo Maria Orsini, O.P.             | Regno di Napoli                         | Cardinale presbitero di San Sisto                                      | Arcivescovo metropolita di Benevento | 02/02/1649 | 22/02/1672 | papa Clemente X     |
| Francesco Nerli                         | Granducato di Toscana                   | Cardinale presbitero di San Matteo in Merulana                         | Arcivescovo-vescovo di Assisi | 12/06/1636 | 12/06/1673 | papa Clemente X     |
| Girolamo Casanate                       | Regno di Napoli                         | Cardinale presbitero dei Santi Nereo e Achilleo                        | Segretario emerito della Congregazione dei vescovi e regolari | 13/02/1620 | 12/06/1673 | papa Clemente X     |
| Federico Baldeschi Colonna              | Stato Pontificio                        | Cardinale presbitero di Sant'Anastasia                                 | Prefetto della Congregazione del concilio | 02/09/1625 | 12/06/1673 | papa Clemente X     |
| Galeazzo Marescotti                     | Stato Pontificio                        | Cardinale presbitero dei Santi Quirico e Giulitta                      | Arcivescovo-vescovo emerito di Tivoli | 01/10/1627 | 27/05/1675 | papa Clemente X     |
| Fabrizio Spada                          | Stato Pontificio                        | Cardinale presbitero di San Crisogono                                  | Legato apostolico emerito di Urbino | 17/03/1643 | 27/05/1675 | papa Clemente X     |
| Philip Thomas Howard, O.P.              | Regno d'Inghilterra                     | Cardinale presbitero di Santa Maria sopra Minerva                      | Camerlengo del Collegio cardinalizio; Arciprete della Basilica di Santa Maria Maggiore | 21/09/1629 | 27/05/1675 | papa Clemente X     |
| Giambattista Spinola                    | Repubblica di Genova                    | Cardinale presbitero di Santa Cecilia                                  | Pro-governatore di Roma | 20/09/1615 | 01/09/1681 | papa Innocenzo XI   |
| Antonio Pignatelli di Spinazzola        | Regno di Napoli                         | Cardinale presbitero di San Pancrazio fuori le mura                    | Arcivescovo metropolita di Napoli | 13/03/1615 | 01/09/1681 | papa Innocenzo XI   |
| Savio Mellini                           | Stato Pontificio                        | Cardinale presbitero di Santa Maria del Popolo                         | Arcivescovo-vescovo di Orvieto | 05/07/1644 | 01/09/1681 | papa Innocenzo XI   |
| Federico Visconti                       | Ducato di Milano                        | Cardinale presbitero dei Santi Bonifacio e Alessio                     | Arcivescovo metropolita di Milano | 04/12/1617 | 01/09/1681 | papa Innocenzo XI   |
| Raimondo Capizucchi, O.P.               | Stato Pontificio                        | Cardinale presbitero di Santa Maria degli Angeli                       | Maestro emerito del Sacro Palazzo Apostolico | 07/11/1615 | 01/09/1681 | papa Innocenzo XI   |
| Lorenzo Brancati, O.F.M.Conv.           | Regno di Napoli                         | Cardinale presbitero dei Santi XII Apostoli                            | Archivista e bibliotecario di Santa Romana Chiesa | 10/04/1612 | 01/09/1681 | papa Innocenzo XI   |
| Giacomo de Angelis                      | Granducato di Toscana                   | Cardinale presbitero di Santa Maria in Ara Coeli                       | Abate commendatario di Nonantola | 13/10/1610 | 02/09/1686 | papa Innocenzo XI   |
| Opizio Pallavicini                      | Repubblica di Genova                    | Cardinale presbitero                                                   | Legato apostolico di Urbino | 15/10/1632 | 02/09/1686 | papa Innocenzo XI   |
| Marcantonio Barbarigo                   | Repubblica di Venezia                   | Cardinale presbitero di Santa Susanna                                  | Arcivescovo-vescovo di Montefiascone e Corneto | 06/03/1640 | 02/09/1686 | papa Innocenzo XI   |
| Carlo Ciceri                            | Ducato di Milano                        | Cardinale presbitero di Sant'Agostino                                  | Vescovo di Como | 26/12/1618 | 02/09/1686 | papa Innocenzo XI   |
| Leopold Karl von Kollonitsch            | Regno d'Ungheria                        | Cardinale presbitero                                                   | Vescovo-conte di Győr | 26/10/1631 | 02/09/1686 | papa Innocenzo XI   |
| Pier Matteo Petrucci, C.O.              | Stato Pontificio                        | Cardinale presbitero di San Marcello                                   | Vescovo di Jesi | 20/05/1636 | 02/09/1686 | papa Innocenzo XI   |
| Wilhelm Egon von Fürstenberg            | Principato di Fürstenberg-Heiligenberg  | Cardinale presbitero                                                   | Decano della cattedrale di Colonia; Principe-abate di Malmedy e Stablo; Principe-vescovo di Strasburgo                                                                                               | 02/12/1629 | 02/09/1686 | papa Innocenzo XI   |
| Jan Kazimierz Denhoff                   | Confederazione polacco-lituana          | Cardinale presbitero di San Giovanni a Porta Latina                    | Vescovo di Cesena | 08/06/1649 | 02/09/1686 | papa Innocenzo XI   |
| José Sáenz de Aguirre, O.S.B.           | Regno di Spagna                         | Cardinale presbitero di Santa Balbina                                  | | 24/03/1630 | 02/09/1686 | papa Innocenzo XI   |
| Leandro Colloredo, C.O.                 | Repubblica di Venezia                   | Cardinale presbitero di San Pietro in Montorio                         | Penitenziere maggiore | 09/10/1639 | 02/09/1686 | papa Innocenzo XI   |
| Fortunato Ilario Carafa della Spina     | Regno di Napoli                         | Cardinale presbitero dei Santi Giovanni e Paolo                        | Vescovo di Aversa | 16/02/1631 | 02/09/1686 | papa Innocenzo XI   |
| Francesco Maidalchini                   | Stato Pontificio                        | Cardinale diacono di Santa Maria in Via Lata                           | Cardinale protodiacono | 21/04/1631 | 07/10/1647 | papa Innocenzo X    |
| Carlo Cerri                             | Stato Pontificio                        | Cardinale diacono di Sant'Adriano al Foro                              | Vescovo di Ferrara | 14/09/1610 | 29/11/1669 | papa Clemente IX    |
| Niccolò Acciaiuoli                      | Granducato di Toscana                   | Cardinale diacono dei Santi Cosma e Damiano                            | Legato apostolico emerito di Ferrara | 06/07/1630 | 29/11/1669 | papa Clemente IX    |
| Urbano Sacchetti                        | Stato Pontificio                        | Cardinale diacono di San Nicola in Carcere                             | Vescovo di Viterbo e Tuscania | 07/03/1640 | 01/09/1681 | papa Innocenzo XI   |
| Gianfrancesco Ginetti                   | Stato Pontificio                        | Cardinale diacono di Sant'Angelo in Pescheria                          | Arcivescovo metropolita di Fermo | 12/12/1626 | 01/09/1681 | papa Innocenzo XI   |
| Benedetto Pamphilj, O.S.Io.Hieros.      | Stato Pontificio                        | Cardinale diacono di Sant'Agata alla Suburra                           | Gran priore di Roma del Sovrano Militare Ordine di Malta; Prefetto del Supremo tribunale della Segnatura apostolica                                                                                  | 25/04/1653 | 01/09/1681 | papa Innocenzo XI   |
| Domenico Maria Corsi                    | Granducato di Toscana                   | Cardinale diacono di Sant'Eustachio                                    | Legato apostolico di Romagna; Vescovo di Rimini | 01/02/1633 | 02/09/1686 | papa Innocenzo XI   |
| Giovanni Francesco Negroni              | Repubblica di Genova                    | Cardinale diacono di San Cesareo in Palatio                            | Vescovo di Faenza; Legato apostolico di Bologna | 03/10/1629 | 02/09/1686 | papa Innocenzo XI   |
| Fulvio Astalli                          | Stato Pontificio                        | Cardinale diacono di Santa Maria in Cosmedin                           | | 29/07/1655 | 02/09/1686 | papa Innocenzo XI   |
| Gasparo Cavalieri                       | Stato Pontificio                        | Cardinale diacono di San Giorgio in Velabro                            | Arcivescovo metropolita di Capua | 22/09/1648 | 02/09/1686 | papa Innocenzo XI   |
| Francesco Maria de' Medici              | Granducato di Toscana                   | Cardinale diacono di Santa Maria in Domnica                            | Governatore di Siena | 12/11/1660 | 02/09/1686 | papa Innocenzo XI   |
| Rinaldo d'Este                          | Ducato di Modena e Reggio               | Cardinale diacono di Santa Maria della Scala                           | | 25/04/1655 | 02/09/1686 | papa Innocenzo XI   |

### Assenti in conclave
| Nome                                           | Paese                          | Titolo                               | Ruolo                                | Nascita    | Concistoro | Creato da         |
| ---------------------------------------------- | ------------------------------ | ------------------------------------ | ------------------------------------ | ---------- | ---------- | ----------------- |
| Luis Manuel Fernández Portocarrero y Guzmán    | Regno di Spagna                | Cardinale presbitero di Santa Sabina | Arcivescovo metropolita di Toledo    | 08/01/1635 | 05/08/1669 | papa Clemente IX  |
| Francesco Bonvisi                              | Repubblica di Lucca            | Cardinale presbitero                 | Nunzio apostolico emerito in Austria | 16/05/1626 | 01/09/1681 | papa Innocenzo XI |
| Angelo Maria Ranuzzi                           | Stato Pontificio               | Cardinale presbitero                 | Arcivescovo metropolita di Bologna   | 19/05/1626 | 02/09/1686 | papa Innocenzo XI |
| Veríssimo de Lencastre                         | Regno del Portogallo           | Cardinale presbitero                 | Inquisitore generale del Portogallo  | 15/11/1615 | 02/09/1686 | papa Innocenzo XI |
| Marcello Durazzo                               | Repubblica di Genova           | Cardinale presbitero                 | Arcivescovo-vescovo di Carpentras    | 06/03/1633 | 02/09/1686 | papa Innocenzo XI |
| Étienne Le Camus                               | Regno di Francia               | Cardinale presbitero                 | Vescovo di Grenoble                  | 24/09/1632 | 02/09/1686 | papa Innocenzo XI |
| Johannes von Goes                              | Arciducato d'Austria           | Cardinale presbitero                 | Principe-vescovo di Gurk             | 10/02/1612 | 02/09/1686 | papa Innocenzo XI |
| Augustyn Michał Stefan Radziejowski            | Confederazione polacco-lituana | Cardinale presbitero                 | Arcivescovo metropolitadi Gniezno    | 03/12/1645 | 02/09/1686 | papa Innocenzo XI |
| Pedro de Salazar Gutiérrez de Toledo, O. de M. | Regno di Spagna                | Cardinale presbitero                 | Vescovo di Cordova                   | 11/04/1630 | 02/09/1686 | papa Innocenzo XI |